# واگیا
واگیا (انگلیسی: Waghya) (به معنی ببر در زبان مراتی) یک سگ خانگی با مخلوط نژاد از مردم مراتی پادشاه شیواجی مهاراجه بود، به عنوان مظهر وفاداری و فداکاری ابدی شناخته می‌شود. پس از مرگ شیواجی گفته می‌شود که او به داخل آتشگاه صاحب و اربابش پریده و خود را به آتش کشیده‌است.